# الجرو (الشرية)

تعديل مصدري - تعديل

الجرو هي إحدى قرى عزلة آل غنيم بمديرية الشرية التابعة لمحافظة البيضاء، بلغ تعداد سكانها 312 نسمة حسب تعداد اليمن لعام 2004.